# تاپلو
تاپلو (به انگلیسی: Taplow) یک روستا در بریتانیا است که در باکینگهام‌شر واقع شده است.

## خصوصیات
تاپلو ۱۱٫۲۲ کیلومترمربع مساحت و ۱٬۶۶۹ نفر جمعیت دارد.